# Operation Flashpoint: Cold War Crisis
Operation Flashpoint: Cold War Crisis (сокр. — OFP; в локализации «Операция Flashpoint: Холодная война», дословно с англ. — «Операция „Точка воспламенения“: Кризис холодной войны») — компьютерная игра в жанре тактического шутера, разработанная чешской компанией Bohemia Interactive Studio и изданная Codemasters в 2001 году. Игра вышла на Windows, впоследствии была портирована на Xbox. В июне 2011 года была переиздана в Steam под названием ArmA: Cold War Assault.
Основой для сюжета кампании стал вымышленный конфликт между НАТО и СССР во времена холодной войны. Кроме того, для игры были выпущены две дополнительные кампании: Red Hammer («Красный молот») и Resistance («Сопротивление»), позволяющие увидеть конфликт с разных точек зрения.
Основной особенностью геймплея игры является принципиально новый на тот момент подход к симуляции боевых действий, большое количество различной военной техники, огромные открытые пространства в качестве игровых локаций и, как следствие, максимальное внимание к реализму происходящего.
Operation Flashpoint получила много положительных отзывов среди критиков, которые отметили её реализм и достоверность описания боевых действий, а также сложность и атмосферность. Жалобы были направлены в основном на прорисовку объектов на близком расстоянии. За счёт открытой архитектуры игра долгое время пользовалась популярностью среди фанатов, которыми было создано большое количество дополнительных миссий и модификаций. OFP стала родоначальницей двух серий игр.

## Сюжет

### Cold War Crisis («Холодная война»)
Кампания предлагает поучаствовать в конфликте, встав на сторону американских вооружённых сил. В течение кампании игрок принимает на себя роли четырёх персонажей: Дэвида Армстронга, капрала (впоследствии лейтенанта) Армии США, Роберта Хаммера, курсанта бронетанковых войск ВС США, Сэма Николса — офицера, пилота-вертолётчика Военно-воздушных сил США и Джеймса Гастовски — офицера Сил специального назначения Армии США. Согласно сюжету, в 1985 году фанатичный генерал Алексей Васильевич Губа намеревается свергнуть генерального секретаря ЦК КПСС Горбачёва и взять власть над СССР в свои руки. Губа командует армией на острове Колгуев в Балтийском море, рядом с которым находятся острова Малден (на котором дислоцируются войска НАТО), Аверон и Ноговия (суверенные государства). Дислоцированный на острове Малден взвод американской армии, в котором служит капрал Дэвид Армстронг, в числе прочих сил вылетает на соседний остров Аверон. Выясняется, что на остров напали советские войска. Американцы пытаются там укрепиться, однако из-за недостатка сил это невозможно. Наконец, американские войска пытаются переломить ситуацию, нанеся один мощный удар по столице Аверона — Монтиньяку. Однако контрудар проваливается, американские силы вынуждены эвакуироваться с острова. Армстронг добирается до точки эвакуации, но попадает в плен к советским войскам. Тем не менее, его освобождают местные партизаны — Альянс за свободу Аверона. Вместе с войсками Альянса Армстронг участвует в налёте на советскую базу. В благодарность повстанцы помогают ему выбраться с острова. Тем не менее, война не окончена: советские войска не намерены останавливаться на Авероне.
Армстронг возвращается на Малден, где его назначают во взвод охраны базы ПВО на юге острова. Ему удаётся предотвратить попытку советского спецназа (носят маскхалаты КЛМК с нарукавными нашивками ВДВ СССР) уничтожить базу. Американские войска встречают советский десант на Малден в готовности, но всё равно не могут его сдержать. После ряда сражений, в которых в действие вступают ещё два персонажа — танкист Роберт Хаммер и майор спецназа Джеймс Гастовски, американским войскам удаётся нанести удар в тыл советским войскам, а введённые в прорыв танки довершают разгром. Советские войска начинают эвакуироваться с Малдена. За заслуги Армстронг получает звание лейтенанта. Его вызывает командующий войсками на Малдене полковник Блейк, знакомит с майором Гастовски и показывает запись, полученную американцами. Советский генерал Алексей Губа требует, чтобы американцы в течение двух суток покинули острова, или они будут уничтожены новыми силами советской армии. Однако американцы приходят к выводу, что правительство СССР непричастно к конфликту: это «самодеятельность» Губы, а сообщения о подкреплении — блеф.
Армстронг и Гастовски направляются на Аверон, чтобы договориться о совместных действиях с партизанами. Те сначала отказываются помочь, так как американцы не сдержали слишком много обещаний, но затем соглашаются поддержать американские войска. В это время на базу нападают советские силы, Гастовски остаётся с партизанами, а Армстронг эвакуируется с разведданными, собранными партизанами о Губе. Затем американцы добивают остатки советских войск на Малдене. Начинается подготовка к десанту на Аверон. Тем временем Гастовски проводит первую диверсию на острове — уничтожает советскую танкоремонтную базу. Американские войска высаживаются на севере Аверона и начинают продвижение вглубь острова. Группа Гастовски уничтожает главную силу советских войск — вертолёты Ми-24. В действие вступает последний персонаж — пилот вертолёта Сэм Николс. Благодаря совместным действиям пехоты, бронетехники, авиации и спецназа американцам удаётся отбить остров. Группа Гастовски тем временем направляется с секретным заданием на Колгуев — получить данные о системе ПВО острова. Полковник Блейк не собирается останавливаться на освобождении Аверона. Узнав, что к Колгуеву идут силы советской армии, чтобы «арестовать» генерала за самовольное развязывание боевых действий, Блейк приходит к выводу, что на самом деле для Губы всё ограничится порицанием в прессе, а на деле он получит награды и дачу в Крыму. Американцы решают сами арестовать Губу и ради этого вторгнуться на советскую территорию.
Группа Гастовски осуществляет саботаж выявленных ранее установок ПВО, затем американцы наносят по острову удар, впервые задействовав штурмовики А-10, один из которых пилотирует Николс. Однако Николса сбивают, и после катапультирования его захватывает советский спецназ. Блейк получает ещё одно видеопослание, в котором говорится о том, что Губа планирует показательную казнь Николса, а затем угрожает применением ядерного оружия. Наконец становится понятной цель Губы: спровоцировать американцев на вторжение на советскую территорию, представить это как агрессию, после чего советский народ должен увидеть неспособность Горбачёва вести военные действия и признать генерала как харизматичного лидера. Однако Николсу удаётся бежать из плена, а Гастовски получает данные о расположении советской ракеты «Скад». В ходе тяжёлого боя американскому спецназу удаётся его уничтожить. Губа в бешенстве убивает свою помощницу Ангелину Малевич, после чего вместе с полковником Еусевым пытается эвакуироваться с острова и выпустить ракету из второго «Скада». Однако группе Гастовски удаётся уничтожить «Скад» и затем захватить (или убить) Губу. Американские войска выводятся с Колгуева. Официально было объявлено, что неизвестные террористы, возможно, возглавляемые бывшим советским генералом, напали на тренировочный лагерь армии США на Малдене. Атака была отбита без серьёзных потерь.

### Red Hammer («Красный молот»)
Кампания предлагает игроку встать на сторону СССР и участвовать во вторжении на Аверон и Малден в роли рядового Дмитрия Лукина.
Дмитрий Лукин — бывший офицер советского спецназа, который был разжалован в рядовые за невыполнение приказа о расстреле мирных жителей в Афганистане. Действие кампании начинается с того, что отряд, в котором служит Лукин, в числе прочих сил советской армии начинает вторжение на Аверон. Во время вторжения Дмитрий проявляет героизм и получает звание сержанта. В этом звании он участвует во вторжении на Малден. При эвакуации советских войск с острова Лукин прикрывает отход советских войск, но не успевает эвакуироваться сам. Однако затем вместе с группой советских солдат он угоняет вертолёт и возвращается на Аверон. После этого Дмитрий получает звание лейтенанта и возможность вернуться в спецназ. Во время операции по ликвидации повстанцев на Авероне он встречается с их лидером — своим бывшим сослуживцем Сергеем, который объясняет Лукину, что действия Губы — авантюра. Лукин присоединяется к повстанцам и принимает участие в ряде операций против советских войск на Колгуеве. Незадолго до вторжения американцев на Колгуев Дмитрий покидает этот остров, захватив двух офицеров из штаба, чтобы те рассказали правду на «большой земле».
Таким образом, Лукин за всю кампанию успевает побывать простым пехотинцем, командиром, экипажем танка, пилотом вертолёта, спецназовцем и становится единственным протагонистом, воевавшим против всех трёх сторон конфликта.

### Resistance («Сопротивление»)
Сюжет кампании разворачивается в 1982 году, за три года до событий оригинальной игры. Игрок берет на себя роль бывшего бойца специального назначения Виктора Трошки, который вернулся на родной остров Ноговия после длительной службы. На Ноговии 30 лет существовал социалистический режим, однако незадолго до приезда Трошки начались либерализация и рыночные преобразования. В 1982 году на Ноговии вспыхивает правительственный кризис: остатки коммунистической фракции в парламенте выходят из его состава и обращаются за помощью к СССР. С Колгуева на остров вторгаются силы советской армии под командованием полковника Губы. Силовые структуры Ноговии были не в состоянии противостоять советской армии, президент ушёл в отставку, но на острове начало зарождаться партизанское движение. Партизаны обращаются за помощью к Трошке как к имеющему опыт войны с советской армией, но сначала тот отказывается и пытается отговорить повстанцев от участия в боевых действиях. Однако после того как Губа отдаёт приказ расстрелять нескольких его друзей, если те не выдадут скрывающегося партизана, Трошке приходится вмешаться.
Виктор вынужденно принимает командование над образовавшимся Сопротивлением (либо игрок может выбрать сторону СССР и выдать повстанцев, но после этого Трошку расстреляют вместе с лидерами Сопротивления). В ходе боёв партизанам удаётся захватить у советской армии оружие и бронетехнику, а также воспользоваться остатками оружия местной армии. Партизаны захватывают контроль над севером острова и успешно отражают атаки советской армии. Вскоре они начинают наступление, но войска Губы впервые задействуют вертолёты и наносят партизанам крупное поражение.
На остров с Малдена прибывает диверсионная группа майора Джеймса Гастовски, доставившая партию оружия и ПЗРК. Партизаны наносят удар по советскому аэродрому, уничтожая вертолёты. После этого Губа идёт на переговоры, захватив группу заложников из родной деревни Трошки, Долины, в том числе его возлюбленную Лиз. Однако переговоры оказываются ловушкой, между партизанами и советской армией вспыхивает бой, Губа сбегает, а все заложники погибают. После этого Трошка переходит к широкомасштабным действиям по полному вытеснению советских войск с Ноговии. Взорвав мост через залив, делящий остров практически на две части, и блокировав единственную обходную дорогу, партизаны наносят удар по столице острова Липани, затем уничтожая советские силы во втором по величине городе острова — Петровиче.
За советской армией остаётся лишь аэродром на юго-западе острова. Советские силы начинают покидать остров, однако Губа решает перед уходом уничтожить всё население острова и вызывает для этого три штурмовика Су-25 с напалмовыми бомбами. США высылают к острову крейсер для того, чтобы захватить аэродром и не дать штурмовикам взлететь, однако он не может успеть до начала бомбардировки. Командующий войсками на Малдене генерал Уильямс отказывается от прямого вмешательства. Пробравшиеся к аэродрому бойцы Гастовски погибают при попытке взорвать самолёты — выживает лишь сам тяжело раненый майор. Трошка решает сам уничтожать самолёты. Ему это удаётся, однако Губа, лично возглавив отряд советских танков и пехоты, преследует Трошку. Трошка оказывается блокирован в ущелье и расстрелян из танковых орудий. Советские танки атакуют главные силы партизан, однако в этот момент их уничтожают американские вертолёты, отправленные полковником Блейком с Малдена. Губа успевает покинуть остров на вертолёте, остатки советских войск попадают в плен.
Ноговия возвращается к мирной жизни. Полковник Блэйк становится командующим войсками на Малдене. Гастовски уходит в отставку и остаётся в Ноговии, где создаёт небольшую авиакомпанию. Тело Виктора Трошки так и не было найдено.

## Игровой процесс

### Основные особенности

Игровой процесс Operation Flashpoint: Cold War Crisis — американские войска готовятся к захвату вражеских позиций

Operation Flashpoint является шутером, и её геймплей достаточно типичен для игр этого жанра. Управляемый игроком персонаж, являющийся солдатом, владеет огнестрельным оружием и способен перемещаться по игровым локациям — островам больших размеров. В пределах локаций также присутствуют другие персонажи, дружественные, нейтральные (гражданские) к игроку или же являющиеся для него врагами (солдаты противоборствующих армий). Как правило, игрока сопровождает отряд дружественных солдат. В начале миссии отряду игрока (или самому игроку) ставятся цели, которые он должен выполнить (например, перемещение в определённую точку, захват/оборона базы/конвоя, поддержка/эвакуация другого отряда и так далее).
Однако, несмотря на кажущуюся тривиальность, эта игра имеет существенные отличия от схожих шутеров этого времени. Во-первых, OFP выделяется за счёт высокого уровня реализма, из-за чего считается достаточно сложной игрой. Так, игрок может погибнуть всего от одной удачно попавшей пули. При этом динамика движения пули близка к реальной: пуля обладает скоростью полёта и баллистической траекторией. Пули или снаряд достигают цели раньше, чем звук от выстрела. Попадания в различные части тела сильно влияют на поведение бойца (например, попадание в руку ухудшит прицеливание). Причём «здоровье» персонажа само не восстанавливается, для лечения необходима перевязка санитара или обработка раны в полевом госпитале. При беге появляется одышка и учащённое сердцебиение, что затрудняет прицеливание из-за дрожащих рук. За одну миссию возможно сохраниться всего один раз. Кроме того, игроку приходится сражаться не только с солдатами, но и с различной техникой. Бои обычно ведутся на больших дистанциях.
Во-вторых, острова, на которых разворачиваются действия, огромны и полностью открыты для перемещения. В отличие от многих шутеров, в OFP отсутствуют так называемые «стеклянные стены», перемещения игрока ограничиваются лишь размерами острова. Это значительно увеличивает свободу тактических решений: игрок сам выбирает свой маршрут, может использовать местность для скрытного передвижения и защиты от вражеского огня. На островах существуют горные массивы, холмы, леса, поля, кустарник, дороги, аэродромы, маленькие населённые пункты. На острове Ноговия в дополнении Resistance появился длинный узкий залив (практически, река) вглубь острова и автомобильный мост через него.
В-третьих, в игре существует большое количество разнообразной доступной для управления техники (автотранспорт, бронетехника, вертолёты, самолёты и морская техника). Так как игра не является полноценным авиационным или танковым симулятором, управление техникой несколько упрощено, однако не является аркадным. Так, для эффективного управления танком в бою необходимо не менее двух членов экипажа (механик-водитель и стрелок-наводчик), а пилотирование вертолёта и самолёта требует определённых навыков.
Наконец, в отличие от большинства шутеров, в игре важно умение координировать свои действия с дружественными персонажами, так как некоторые задания невозможно выполнить в одиночку. Для этого разработчиками была внедрена система обмена приказами между солдатами. Так, в роли командира игрок может управлять отрядом численностью до 12 человек (включая командира), отдавая приказы всему подразделению или индивидуально. Список приказов обширен и включает команды на смену строя, перемещение в определённую точку, лечение в случае ранения (если рядом есть медик), пополнение боезапаса или смену оружия, наблюдение за определенным сектором обзора, изменение режима огня и поведения солдата (что позволяет задать уровень его агрессивности в бою).
Но главный элемент геймплея игры состоит в принципиально другом типе симуляции боевых действий. В большинстве шутеров симуляция заключается в изменении узкого игрового пространства (в пределах видимости игрока). В этом пространстве выполняется постоянное анимирование персонажей и объектов и исполнение скриптовых сцен, выдаваемых за спонтанные действия. В OFP же выполняется принцип «шестерёнок войны»: разработчиками создан полноценный, динамически развивающийся во всём игровом пространстве мир, опирающийся на искусственный интеллект персонажей, приспособленный под любые условия ведения боевых действий, рассчитанный на любые игровые события и требующий лишь минимального начального анимирования. При такой симуляции войны фокусирование боевых действий уходит непосредственно с игрока, который теперь управляет лишь рядовым солдатом. Именно эта особенность является уникальной и встречается лишь в линейках игр Operation Flashpoint и Armed Assault, ни в одной другой линейке этот принцип не воплощён.
Помимо свободы перемещения, OFP предоставляет игроку другие возможности, резко увеличивающие нелинейность игры. Нелинейным во многих миссиях кампаний является развитие действия, зависящее как напрямую от выбора игрока, так и косвенно — от его действий. Например, в определённый момент можно выбрать путь, по которому пойдёт дружественный конвой, и от этого выбора будут зависеть трудности, которые встретятся игроку. Выполнить задания миссии можно разными способами, а иногда можно закончить миссию, не выполнив какое-либо задание, но в этом случае последующие миссии окажутся сложнее. Так, в миссии «Металлолом» по угону русских танков возможны следующие варианты: если угнать все 4 танка (один Т-80 и три Т-72), они будут доступны в миссии «Полигон» по штурму города Модрава. Если же закончить миссию «Металлолом», не угнав ни одного танка, то в миссии «Полигон» будут доступны 2 танка Т-55. Кроме того, в игре можно захватить вражескую технику, включая ту, которую по заданию положено уничтожить, и использовать её для борьбы с противником.

### Специализации бойцов и оружие
В игре представлено несколько стандартных специализаций бойцов, имеющих определённый набор оружия, униформу и, в случае санитара, навык лечения других бойцов. Так же, как и в реальной жизни, бойцы разных специализаций востребованы в разных ситуациях. Как правило, отряд собирается из бойцов разных специализаций из расчёта на те трудности, которые встретятся отряду. Во главе отряда становится офицер. Среди наиболее используемых специализаций: стандартный боец, санитар, имеющий навык лечения и ограниченный (по сравнению с другими) боезапас, пулемётчик, вооружённый ручным пулемётом, гранатомётчики, имеющие гранатомёты различного назначения, снайпер, вооружённый снайперской винтовкой, офицер, командующий отрядом, диверсант, выполняющий специальные задания. Все приведённые выше специализации — стандартные. При создании миссии имеется возможность вооружить любого негражданского юнита любым оружием. Кроме того, перед началом миссии игрок, если является командиром отряда, может перевооружить себя и своих бойцов на другое предлагающееся оружие.
Всё представленное в игре оружие существует в реальной жизни и находится или находилось на вооружении армий разных стран. Большинство бойцов вооружены винтовками M16A2 или автоматами АК74 (в зависимости от стороны). При стрельбе из снайперской винтовки СВД можно использовать метки прицела для расчета расстояния до цели. В натовской винтовке M21 такой шкалы нет, но есть возможность масштабировать оптику.

### Транспортные средства
В игре присутствует большое количество техники разнообразных классов: танки, БМП, вертолёты, самолёты, установки ПВО, десантные катера, грузовые и легковые машины. Вся техника существует в реальной жизни и находилась или находится на вооружении.
Танки практически полностью унифицированы между собой. Каждый танк снабжён стандартным боекомплектом из бронебойно-зажигательных и фугасных снарядов и имеет спаренный пулемёт. Огневая мощь орудий и бронирование у танков одного класса (средний танк/основной боевой танк) также одинаковые. В каждом танке три места: командира, наводчика-оператора и водителя. Командир может отдавать приказы на движение и стрельбу, а также отмечать цели на радаре, водитель обеспечивает движение машины, стрелок отвечает за стрельбу и перезарядку и может управлять башней. В игре представлены советские танки Т-55, Т-72АВ и Т-80БВ. С представленными американскими танками М60 и М1A1 «Абрамс» связано серьёзное несоответствие, допущенное разработчиками: в действительности в них 4 члена экипажа и нет автомата заряжания. В игре же их трое, а танки имеют значительное преимущество из-за очень быстрой перезарядки орудия.
Бронемашины в игре отличаются от танков более слабой бронёй и вооружением, но способны перевозить пехоту. Установки ПВО схожи по типу с танками и используются для уничтожения воздушной техники.
Экипаж практически всех вертолётов (кроме V-80) состоит из 2 человек: пилота, управляющего вертолётом, и стрелка, в распоряжении которого находится всё вооружение вертолёта. Вертолёты одного класса (транспортный/ударный) имеют схожее вооружение. Как десант, так и экипаж любого вертолёта имеет возможность покинуть его на парашюте в любой момент полёта. Основные используемые в игре вертолёты: советские Ми-24 и Ми-17 и американские AH-1 и UH-60. Самолёты в игре имеют реалистичную модель управления. При ошибке управления возможно сваливание или попадание в штопор. Кроме того, самолёты имеют выдвигающиеся закрылки, убирающееся шасси, режим посадки на автопилоте и возможность катапультирования лётчика.
В игре представлены десантные катера, вооружённые пулемётами и используемые для перевозки пехоты по морю. Прототипом катеров является Mark II PBR (англ.). Грузовики в игре не имеют вооружения и брони, легко пробиваются из любого оружия. Также в OFP присутствуют легковые машины (бронеавтомобили HMMWV и БРДМ-2 без вооружений, лёгкие штабные автомобили M151 MUTT и УАЗ-469Б) и различная гражданская техника (легковые автомобили различных марок, грузовик, автобус, трактор, самолёт Cessna 182).

### Многопользовательская игра
OFP поддерживает два режима сетевой игры: по локальной сети и через Интернет. В первом случае один игрок создаёт в игре сервер, а остальные подключаются к нему (как в большинстве других игр). Во втором случае для упрощения поиска серверов используются дополнительные программы, встраиваемые в оболочку игры. Для OFP чаще всего использовался GameSpy Arcade, пока летом 2014 года он не прекратил поддержку игры. Однако во втором случае будут отображены лишь серверы, созданные с помощью этой же программы, для подключения к иным серверам необходимо знать их IP-адрес.
Виды многопользовательских миссий:
- Кооперативные — все игроки принадлежат одной стороне, враждебная сторона представлена ботами[21][22]. Боты могут быть и на стороне игроков, если игроки отдали им незанятые роли или это положено по сюжету. В таких миссиях игроки выполняют широкий спектр заданий. Если игрок погибает в кооперативном режиме, он возрождается в ботов из своего отряда, если таковых не осталось — он выходит из игры и получает управление чайкой, что позволяет ему наблюдать за продолжением игры[23].
- Командные — игроки делятся на две враждующие стороны. Для игры в эти миссии на карте выделяется «поле боя», за пределы которого выходить нельзя. На поле боя отмечаются два респауна, в которых игроки будут возрождаться после гибели. Игроки получают очки за убийство противника, выигрывает команда, набравшая больше очков[21].
  - Командный бой — обычное сражение двух отрядов. Команда получает очки, если её член убил вражеского солдата или уничтожил вражескую технику.
  - Битва за сектор — на «поле боя» помимо респаунов помещается несколько секторов. Команда получает очки за уничтожение вражеских юнитов и за каждую минуту владения сектором.
  - Захват флага — на «поле боя» помимо респаунов помещается две базы и два флага. Команда получает очки за уничтожение вражеских юнитов и захваченные флаги.
  - Удержать город — одна команда должна захватить город, а другая — его оборонять[24].
- Личные — каждый игрок играет сам за себя[21].
  - Deathmatch — игроки получают очки за убийство других игроков.
  - Захват флага — аналогичен командному, но флаг всего один. Игроки получают очки за убийство других игроков и захваченные флаги.

### Редактор миссий
Редактор позволяет игрокам создавать собственные миссии на карте любого острова. Первоначально игрок закладывает основу миссии, создавая юниты (солдат или технику) определённой стороны и специализации. Затем юниты можно объединять в отряды. Указание действий для них производится с помощью вэйпоинтов, список действий которых включает все возможные (передвижение, посадка/высадка, уничтожение врага, присоединение/возглавление и т. д.) Также игрок может устанавливать триггеры, которые выполняют некоторые действия при совершении определённых условий. С помощью них можно определить, например, разные концовки миссии. Всё это позволяет создать простейшую одиночную или кооперативную миссию.
Однако в редакторе имеются дополнительные возможности, позволяющие сделать миссию более интересной. Так, игрок может задать вероятность появления юнитов-ботов или случайное место их появления, разместить ящики с оружием (позволит игроку выбрать наиболее подходящее на его взгляд вооружение), создать гражданских юнитов и технику (украсит миссию). Также для декорирования миссии доступно большое количество неподвижных объектов, начиная с бытовой техники и заканчивая мишенями для стрельбищ. Игрок может создать военный лагерь, расставив палатки, установив флаг и костёр, а укрепить его можно, окружив укрытиями, сделанными из мешков с песком, поставив небольшие крепости. Кроме того, можно создавать вступительный и завершающий видеоролики, и более короткие — внутри миссии.
Наконец, мощным средством разработки является скриптовый язык игры. Он позволяет воплотить в миссию любую идею создателя, вплоть до анимирования персонажей. Небольшие скриптовые команды пишутся прямо в игре в отведённых под это полях, более объёмные помещаются в отдельный файл. Также в миссию можно добавить звуковые файлы в формате *.wss, *.ogg или *.wav и брифинг, который пишется на языке HTML. Звуковые файлы используются как музыка, фразы диалогов и радиокоманд, а брифинг содержит обзор предстоящих игрокам заданий, советы и подсказки.

## История создания и разработка
| Системные требования OFP | Системные требования OFP                         | Системные требования OFP                         |
| ------------------------ | ------------------------------------------------ | ------------------------------------------------ |
|                          | Минимальные                                      | Рекомендуемые                                    |
| Microsoft Windows        |                                                  |                                                  |
| ОС                       | Windows 95, Windows 98, Windows ME, Windows 2000 | Windows 95, Windows 98, Windows ME, Windows 2000 |
| ЦПУ                      | Pentium II 400 MHz                               | Pentium III 600 MHz                              |
| Объём ОЗУ                | 64 MB                                            | 128 MB                                           |
| Место на диске           | 450 MB свободного пространства                   | 450 MB свободного пространства                   |
| Видеокарта               | DirectX 8.0-совместимая видеокарта с 16 MB RAM   | DirectX 8.0-совместимая видеокарта c 32 MB RAM   |
| Звуковая плата           | DirectX 8.0-совместимая звуковая карта           | DirectX 8.0-совместимая звуковая карта           |

В 1996 году программисты из Чехии, братья Марек и Ондрей Шпанел, увлеклись написанием полностью трёхмерного движка Real Virtuality. На тот момент у них уже был небольшой опыт работы над компьютерными играми: ранее братья разработали аркаду «Вторжение с Альдебарана» и танковый симулятор Gravon для компьютеров Atari, после чего увлеклись военной тематикой. В их планах было создание полноценной глобальной игры, и движок был первом шагом к этому. В 1997 году Ондрей собрал простую техническую демоверсию для проверки возможностей движка. В ней нужно было, управляя вертолётом, летать над землёй и различной наземной техникой. Изначально движок и не рассчитывался на одиночную пехоту: Шпанелы имели опыт в разработке симуляторов, но не шутеров, и игра планировалась как симулятор с большим количеством различной техники и огромными открытыми пространствами.
Вскоре они пришли к мысли о том, что в игру необходимо добавить пехоту: участие в сражениях исключительно техники противоречило реализму, к которому стремились чехи. В 1998 году к Шпанелам присоединились ещё два человека, вследствие чего у них появилась возможность разделить обязанности разработчиков. Некоторые из них занялись моделированием, и вскоре были готовы достаточно неплохие модели пехотинцев, однако перед чехами встала проблема написания модели искусственного интеллекта для них. У разработчиков была готова открытая динамическая среда, рассчитанная на технику, и создание интеллекта солдата, способного ориентироваться, передвигаться и выполнять задачи в такой среде, оказалось сложнейшей задачей. Ещё одна сложность, с которой столкнулись разработчики — создание игры с нуля. У них не было каких-либо старых моделей, старого движка или старого ИИ, а брать за основу современные шутеры или симуляторы Шпанелы отказались. По их словам, у них было своё представление о том, как должна выглядеть игра, и они претворяли мечту в жизнь.
| «              | Главная проблема заключалась в том, что у нас не было работающей логики и механики игры. У юнитов не получалось найти путь, сражаться и целиться. Мы даже не могли провести тестирование, поскольку ничего не работало. Требовалось связать воедино физику, искусственный интеллект и другие элементы игры. Когда всё функционирует в линейной окружающей среде, наступает время переходить в динамическую — мы же пытались сделать наоборот. | » |
| — Марек Шпанел | |   |

В 1998 году чешские разработчики заключили соглашение с издательством Interactive Magic, которое обеспечило им финансирование, и начали обдумывать сюжет будущей кампании. По изначальной задумке разработчиков, действие должно было происходить в недалёком будущем, после Третьей мировой войны между востоком и западом. Из-за ядерных взрывов планета превратилась в безжизненную пустыню, и противники отказались от ядерного оружия в пользу небольших мобильных отрядов. Сюжет кампании начинался с того, что последние сто американских солдат встречаются с последней сотней советских солдат на маленьком острове и начинают сражаться друг с другом. По словам Марека Шпанела, на написание такого сюжета его вдохновило его собственное детство: до 1990 года Чехия в составе Чехословакии являлась социалистической страной. Братья Шпанелы, будучи детьми, слушали американские радиостанции и ощущали противостояние между востоком и западом и возможность Третьей мировой войны. Тема этого противостояния была неотъемлемым элементом как первоначальных вариантов сюжета кампании, так и финального.
В первоначальном варианте кампании было намного больше масштабных боёв с участием техники, чем сражений пехотинцев. Игрок начинал с роли рядового солдата и получал новые звания в зависимости от успешного прохождения игры. В последних миссиях игроку приходилось больше командовать пехотой и техникой, чем напрямую участвовать в сражениях, в этих миссиях присутствовало большое количество элементов стратегии в реальном времени.
Изначально для кампании был нарисован остров с простыми «песочными» текстурами к нему, а также песочный камуфляж для солдат и такая же маскировочная раскраска для техники, однако в 1999 году к создателям игры присоединились ещё несколько человек, преимущественно художников, и в игре появились качественные текстуры лугов и зелёной униформы. Дизайнеры предложили отказаться от действия в пустыне, и братья Шпанелы начали переписывать сюжет. В связи с увеличением штатов чехи решили объединиться в компанию, которая и получила название Bohemia Interactive. Они занялись созданием большого количества нового оружия, техники и новых островов. Вскоре «песочный камуфляж» исчез из игры, и лишь старый остров остался под названием «Пустынный остров» как напоминание о планах разработчиков.
Выпуск игры планировался на лето 1999 года, однако незадолго до него Interactive Magic покинула издательский рынок, и в результате права на будущую игру перешли к Ubisoft Entertainment. Эта французская компания не сочла проект перспективным: в то время военный симулятор не соответствовал имиджу компании, выпускавшей семейные игры. Финансирование прекратилось, и чешские разработчики оказались в сложном финансовом положении. Но работа над игрой не прекращалась. Пока художники рисовали текстуры для новых моделей, другие разработчики совершенствовали движок, улучшая графику и повышая реализм игры. Так, изначально солдаты и техника имели аркадную полоску брони, но разработчики добавили точечную систему попаданий и более реалистичный способ измерения брони. Тогда же разработчики стали всё больше уделять внимание пехоте, и игра начала из симулятора постепенно превращаться в шутер от первого лица.

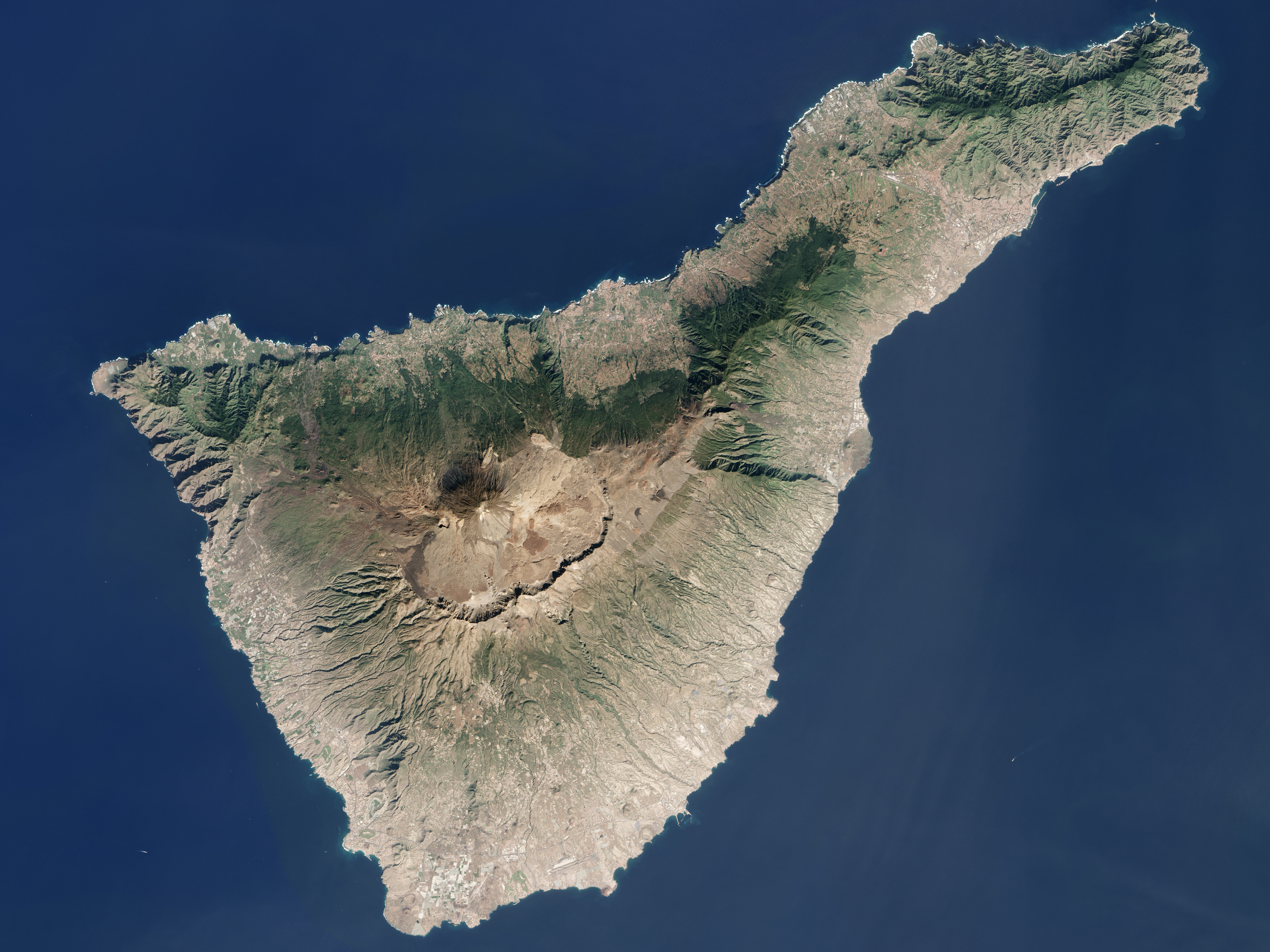
Прототипом острова Колгуев в игре является Тенерифе, один из островов Канарского архипелага

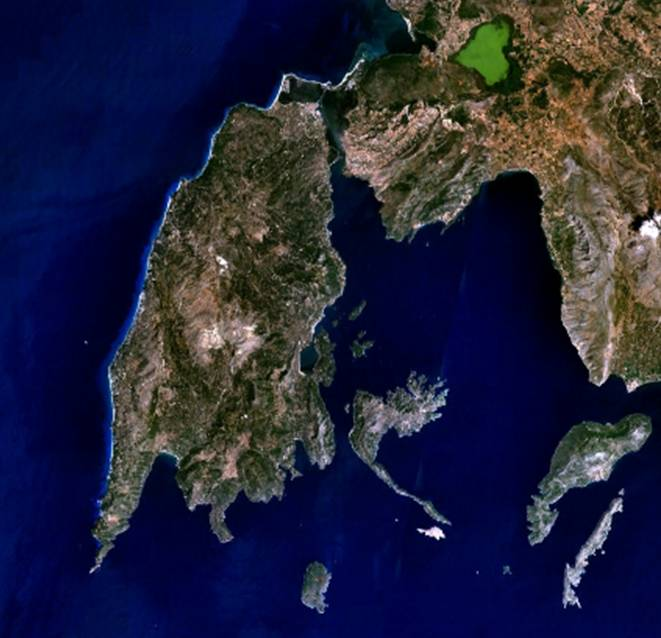
Острова Лефкас и Меганисион стали прототипами Малдена и Пустынного острова соответственно

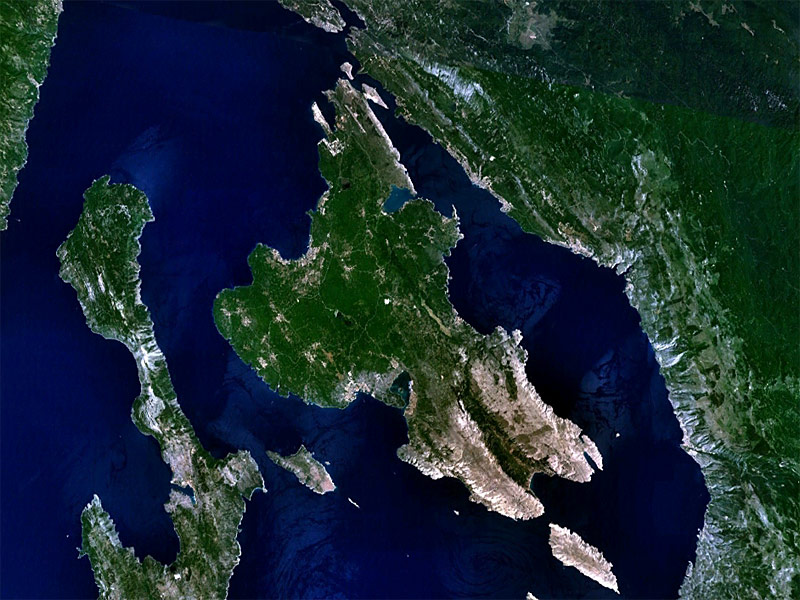
Остров Крк стал прототипом острова Аверон

Сюжет кампании несколько раз переписывался, и в результате разработчики пришли к сценарию 1985 года, где должны фигурировать холодная война и взбунтовавшийся генерал. Консультант Радан Дубрава разыскал информацию о большом количестве современного стрелкового оружия и боевой техники. Весной 2000 года был утверждён список техники, используемой в игре, и чехи занялись доработкой моделей и текстур: предыдущие варианты машин были техническими и использовались для проверки работоспособности игры.
Движок игры был сформирован практически полностью к осени 2000 года. 27 сентября 2000 года стало известно о том, что Bohemia Interactive подписала договор с Codemasters. Британская компания обеспечивала надежное финансирование и не ограничивала творческую свободу. Так, куратор разработки Хал Сендбач сильно удивился при знакомстве с игрой: когда его герой выпрыгнул из вертолёта, он сразу погиб от случайной пули. Однако Хал не настаивал на облегчении игры или упрощении геймплея — наоборот, он подчеркнул, что подобные высокореалистичные эпизоды напоминают ему фильмы «Спасти рядового Райана» и «Взвод».
По сведениям Gamasutra, где был опубликован один из первых постмортемов Operation Flashpoint, бюджет проекта составил 600 000 долларов, что не слишком дорого для игры с 800 трёхмерными моделями, 5000 текстур, 100 000 слов, 250 000 строк кода C++ и 60 однопользовательскими миссиями. Bohemia Interactive могла бы найти издательство, которое смогло бы лучше обеспечить разработку, но не факт, что тогда студии не диктовали бы сверху, что ей надо делать.
В ноябре 2000 года разработчики подготовили сетевой режим игры. В январе 2001 года они утвердили список миссий, в феврале собрали альфа-версию, а в марте нарисовали логотип и обложку игры. 20 марта они выложили в интернет демоверсию. Всего за неделю демо скачали более миллиона человек при том, что размер архива для скачивания составлял 63 мегабайта: для того времени это был слишком большой файл для загрузки. В демоверсию входила одна миссия, потом она была включена в одиночные миссии основной игры (миссия «Засада»). Интерес к игре был настолько велик, что игроки начали «разбирать» демо, переписывая скриптовые файлы и изменяя этим имеющиеся миссии для того, чтобы увидеть все возможности игры.
В пятницу 25 мая 2001 года представитель Codemasters, протестировав геймплей игры, разрешил отправку файлов в головной офис. Тестирование игры в нём заняло выходные, в воскресенье была найдена крупная ошибка, которая тут же и была исправлена чехами к полуночи. Через несколько дней мастер-диск отправился на завод, а 22 июня 2001 года игра появилась на полках магазинов. После отправки финального варианта игры разработчики провели целый месяц до выпуска за игрой в Operation Flashpoint. Чехи боялись, что найдут какую-либо фатальную ошибку, которую они будут не в состоянии исправить, так как печать дисков уже была запущена. Однако за всё это время серьёзных ошибок обнаружено не было.
После издания игры Bohemia Interactive в течение четырёх лет поддерживала OFP патчами и бесплатными дополнениями, добавляющими в игру новые миссии, оружие и технику. За это время штат компании сильно увеличился, разработчики освоили новые технологии и занялись созданием новых крупных проектов, но они продолжали поддержку игры, хотя выпуск патчей был достаточно дорогостоящий из-за тестирования. По словам разработчиков, они чувствовали ответственность перед общественностью за все баги и недоработки игры, и потому продолжали совершенствование продукта.
Сам Марек Шпанел считает, что работа над Operation Flashpoint, первым его масштабным проектом, многому его научила, и он придерживается исключительно оптимистичного мнения о всём процессе разработки игры.
Порой люди из игровой индустрии говорят тебе, что новая игра не имеет шансов, что для инноваций нет места, что ты должен придерживаться установленного и повторять уже сделанное. Это не так. Следуй своей мечте, и неважно, какова она. Я полностью уверен, что если ты занят тем, что тебе нравится — что тебе действительно нравится — то даже если идея была не самой лучшей, игра станет лучше просто от того, что сделана с любовью.Марек Шпанел

### Саундтрек
Музыка к игре была написана чешским композитором Ондреем Матейка. Кроме того, некоторые треки были написаны австралийской группой Seventh специально для OFP в жанре альтернативный метал. В миссиях кампаний музыка как правило звучит в начале и конце миссий. Композиции подобраны разработчиками так, чтобы они идеально подходили под игровые ситуации. Это позволяет музыке подчёркивать, например, важность или трагичность игровых моментов, что даёт игроку полное погружение в геймплей Operation Flashpoint. Кроме того, в редакторе игрок может добавить в свою миссию любые из имеющихся в игре аудиофайлов так, чтобы они звучали в необходимый момент или при наступлении определённого события.
| №   | Название                   | Длительность |
| --- | -------------------------- | ------------ |
| 1.  | «Menu Theme»               | 4:18         |
| 2.  | «Walk»                     | 3:20         |
| 3.  | «Slow Blades»              | 3:27         |
| 4.  | «The Fallen»               | 2:30         |
| 5.  | «Secret»                   | 2:34         |
| 6.  | «Dark Side»                | 2:58         |
| 7.  | «Heroes»                   | 2:58         |
| 8.  | «Ocean»                    | 2:12         |
| 9.  | «Decisions»                | 1:03         |
| 10. | «March Hell»               | 1:15         |
| 11. | «Hunt»                     | 0:53         |
| 12. | «Casualties Of War»        | 0:59         |
| 13. | «Suppression»              | 0:37         |
| 14. | «Soviet Theme»             | 0:19         |
| 15. | «Armor»                    | 0:56         |
| 16. | «Amen»                     | 1:01         |
| 17. | «Combat Ambience»          | 0:16         |
| 18. | «Organ Works»              | 1:09         |
| 19. | «Seventh - Decide»         | 3:57         |
| 20. | «Seventh - I am Gonna Fly» | 4:04         |
| 21. | «Seventh - Lifeless»       | 4:31         |
| 22. | «Seventh - Overdose»       | 3:53         |

В дополнении Resistance в игру было добавлено 13 новых треков.
| №   | Название            | Длительность |
| --- | ------------------- | ------------ |
| 1.  | «Res01A»            | 1:05         |
| 2.  | «Res01B»            | 0:33         |
| 3.  | «Res02»             | 2:57         |
| 4.  | «Res03»             | 0:46         |
| 5.  | «Res04»             | 1:06         |
| 6.  | «Res05»             | 1:05         |
| 7.  | «Res06»             | 0:36         |
| 8.  | «Res07»             | 0:45         |
| 9.  | «Res08»             | 1:02         |
| 10. | «Res09»             | 1:18         |
| 11. | «Res10»             | 1:07         |
| 12. | «Seventh - Darken»  | 4:24         |
| 13. | «Seventh - My Life» | 4:05         |

## Выпуск, дополнения и переиздания

### Operation Flashpoint
Выпуск игры в Европе состоялся 22 июня 2001 года. Международная версия игры выпускалась в DVD-кейсе, некоторые диски продавались в дополнительной упаковке. В свою очередь, некоторые из таких копий вышли в продажу в комплекте с гоночным симулятором Insane от Codemasters. В упаковке или кейсе находились 1 CD, «Полевые инструкции», краткий справочник по игре и брошюра продукта от Codemasters. Игроку были доступны 1 кампания («Холодная война»), 13 однопользовательских и 11 сетевых миссий. В Северной Америке игра вышла лишь 28 августа 2001 года. Причиной такой отсрочки разработчики назвали желание пустить в продажу в магазинах США OFP с поддержкой выделенного сервера, которая была добавлена в игру лишь в версии 1.20.
25 сентября в пресс-релизе Codemasters анонсировали выход дополнительной игровой кампании под названием «Красный молот». Позднее, в очередном пресс-релизе 25 октября стало известно о том, что разработчики готовят масштабный патч-дополнение Gold Upgrade, включающий новые игровые ресурсы. Стала известна дата выхода дополнения, а также то, что оно будет платным и будет содержать кампанию «Красный молот». Кроме того, Codemasters сообщили о готовящемся выпуске Operation Flashpoint Gold — нового издания игры, уже содержащего это дополнение. OFP Gold и Gold Upgrade стали доступны для покупки 30 ноября 2001 года. И игру, и обновление можно было приобрести и в Европе, и в Северной Америке как в магазинах, так и по почте. Помимо упомянутой кампании, они содержали новое «Начальное стратегическое руководство» на 64 страницах.
Последний патч для игры Operation Flashpoint, доводящий игру до версии 1.46, был выпущен разработчиками 4 марта 2002 года. До этого они выпустили большое количество других патчей и дополнений, содержащих различные нововведения в игровой процесс, а также новые миссии, оружие и технику. В версии 1.46 же была произведена окончательная оптимизация и исправлено большое количество ошибок. Именно OFP версии 1.46 впервые начала издаваться в РФ: 2 апреля 2002 года игра появилась на полках российских магазинов. Помимо остальных дополнений, она содержала также кампанию «Красный молот». Издателем и локализатором игры в России стала компания «Бука».

### Operation Flashpoint: Resistance
19 февраля 2002 года, когда число проданных копий Operation Flashpoint превысило один миллион, Codemasters в пресс-релизе сообщили о том, что Bohemia Interactive готовит новое масштабное дополнение OFP: Resistance, выход которого планируется в июне. Тогда же Bohemia открыли официальный сайт OFP: Resistance. В апреле Codemasters открыли свой сайт OFP: Resistance. 14 мая 2002 года на нём появился первый трейлер, а позже — и демоверсия дополнения. Выпуск OFP: Resistance в Европе состоялся 28 июня 2002 года, в Северной Америке — 11 июля. Дополнение вышло на отдельном CD-диске. Для его установки требовалась уже установленная оригинальная игра любой версии (1.00 — 1.46), кроме того, дополнение запускалось отдельно от основной игры, и из него сохранялся доступ ко всем ресурсам игры. На момент выпуска OFP: Resistance устанавливало игру версии 1.75. Основные его особенности: новый остров (Ногова), значительно больший по площади, чем предыдущие острова; улучшенная графика за счет игровых объектов с высокой детализацией и текстурами высокого разрешения; улучшенный многопользовательский режим. Дополнение содержало новую кампанию, а также новые образцы техники и оружия.
С появлением игры OFP: Resistance для установки последней версии игры с нуля игрокам приходилось покупать два различных диска. Разработчики решили эту проблему выпуском одного издания, содержащего последнюю версию игры. Новое издание было анонсировано 28 августа 2002 года в пресс-релизе, а 15 ноября 2002 года Codemasters сообщило о выходе в Европе Operation Flashpoint: Game Of The Year edition. Установка GOTY имела тот же эффект, что и совместная установка OFP и OFP: Resistance: на машину устанавливались две версии игры (1.46 и 1.85). Издание включало все три официальные кампании, а также все вышедшие к тому моменту официальные дополнения.
К концу сентября 2001 года оригинальная игра имела тираж в 500 000 экземпляров, а в феврале 2002 — тираж в один миллион экземпляров. В марте 2003 года в своём интервью Марек Шпанел сказал, что в мире продано около 1,2 миллиона копий Operation Flashpoint и около 200 тысяч копий Operation Flashpoint: Resistance.

### OFP: Elite и Arma: Cold War Assault
Впервые о работе над версией Operation Flashpoint для Xbox было сообщено 16 апреля 2002 года в пресс-релизе компанией Codemasters. Изначально планировалось выпустить порт через 9 месяцев после начала разработки, но из-за многочисленных проблем с новой для студии консольной структурой разработка затянулась на несколько лет. 19 мая 2005 года был подтверждён выход консольной версии игры. Выпуск Operation Flashpoint: Elite состоялся 9 ноября 2005 года. Консольная версия игры включала в себя кампании Cold War Crisis и Resistance, сетевой режим содержал свыше 50 многопользовательских миссий. Также в игре присутствовал полнофункциональный редактор, в котором были доступны вся техника и оружие из оригинального издания. OFP: Elite оказалась последним совместным проектом Bohemia Interactive и Codemasters: после их расхождения логотип и торговая марка остались в собственности Codemasters, а большинство игровых ресурсов, включая движок — в собственности разработчиков. В таких условиях Bohemia Interactive прекратило работу над игрой.
Самый последний на данный момент патч для OFP вышел 22 июня 2011 года, в честь 10-летия игры. Он был выпущен разработчиками оригинальной игры, а так как прав на название Operation Flashpoint у них уже нет, они переименовали игру в Arma: Cold War Assault. Патч доступен для скачивания только через интернет, он требует установленную оригинальную версию OFP: Resistance, в целом его установка и работа аналогичны дополнению Resistance. Сам же он устанавливает игру версии 1.99. В ней улучшена цветовая гамма и исправлены некоторые ошибки сетевой игры. Кроме того, с этого момента, игра стала доступна в Steam.

## Фанатское внимание
Вокруг Operation Flashpoint собралось ограниченное сообщество преданных фанатов, полюбивших дух игры. Именно наличие полнофункционального редактора и скриптового языка, способных воплотить в жизнь любую идею игрока, определило дальнейшее развитие OFP. Фанатами было создано большое количество как одиночных миссий, так и для нескольких игроков. Уже в первые месяцы после выпуска игры появились сотни фанатских сайтов, посвящённых игре, на которых игроки обменивались миссиями, а также опытом по их созданию.
Помимо функционального редактора, игра обладает открытой архитектурой: изменение большинства игровых файлов не требует каких-либо специальных навыков и доступно обычному игроку. Так, текстуры и трёхмерные модели хранятся в игровых папках в обычных архивах, а характеристики солдат, техники и оружия — в виде иерархического конфигурационного дерева в файле, который можно править в текстовом редакторе. Кроме того, Bohemia Interactive разместила в интернете в свободном доступе набор утилит, которыми разработчики сами пользовались при создании игры. Их программа Oxygen Light позволяет игрокам моделировать различные объекты для игры: оружие, технику, людей, дома, элементы пейзажа, а программа Visitor — моделировать острова.
В результате многие фанаты увлеклись созданием новых техники, оружия и игровых локаций. Создание дополнений стало столь же популярно, как и создание миссий. В интернете доступны для скачивания тысячи пользовательских дополнений для Operation Flashpoint. Также на основе игры было сделано множество модификаций, некоторые кардинально меняют не только внешний вид игры, но и её жанр. Среди наиболее популярных направлений модификаций:
- Operation Flashpoint: Between the Lines, за сопротивление на Малдене и две кампании за НАТО.
- Изменение враждующих сторон (морская пехота США, Чехословацкая народная армия)[59];
- Изменение времени года боевых действий на зиму[59];
- Изменение временного периода игры (Гражданская война в США, Первая мировая война, Вторая мировая война, война во Вьетнаме)[60];
- Среди российских фанатов популярна тема афганской и чеченской войны[5].

Таким образом, Operation Flashpoint является одной из самых модифицируемых компьютерных игр.

## Продолжение
Движок Operation Flashpoint стал основой для серии игр Virtual BattleSpace (VBS). VBS не является коммерческой серией и выпускается специально для различных военных организаций для тренировки солдат. Впервые о том, что на основе OFP создаётся тренировочная программа для морской пехоты США, было сообщено в пресс-релизе в декабре 2001 года, сообщалось также, что разработка ведётся Bohemia Interactive совместно с Coalescent Technologies. Bohemia Interactive создали специально для VBS большое количество образцов техники и оружия, используемых морскими пехотинцами. 4 января 2002 года сотрудник Coalescent Technologies в интервью рассказал о том, что программа уже используется различными организациями, а выпуск её для общественности не планируется.
Непосредственное продолжение игры впервые было анонсировано 16 апреля 2003 года в пресс-релизе компанией Codemasters. В следующем пресс-релизе 8 мая 2003 года были сообщены подробности сиквела, в частности то, что он, как и оригинальная игра, будет разработан компанией Bohemia Interactive и издан компанией Codemasters, а также то, что сюжет игровой кампании будет сфокусирован на событиях Вьетнамской войны. Выход игры планировался в конце 2004 года, однако уже 8 сентября 2003 года стало известно о том, что выпуск продолжения откладывается до 2005 года в связи с разработкой OFP: Elite, а в августе 2004 года на официальном сайте Operation Flashpoint 2 появилось сообщение о том, что выход игры планируется весной 2006 года.
22 июня 2005 года Bohemia Interactive разместили в интернете открытое письмо для поклонников оригинальной игры, в котором было сказано о прекращении их сотрудничества с Codemasters, а также о том, что разработчики продолжают работать над новой игрой, издатель которого ещё не известен. Оригинальное название осталось в собственности Codemasters, новый продукт получил рабочее название Armed Assault. Armed Assault, первая игра в серии Arma, вышла весной 2007 года.
В то же время, 19 апреля 2007 года стало известно о том, что Codemasters работают над непосредственным продолжением Operation Flashpoint. 26 февраля 2009 года Bohemia Interactive опубликовала открытое письмо, в котором обвинило Codemasters в использовании оригинального названия для того, чтобы воспользоваться популярностью первой части игры при том, что продолжение не имеет к ней никакого отношения. Они также указали на то, что издатели не имеют права позиционировать новую игру как сиквел. 8 апреля 2009 года Codemasters опубликовали ответ, в котором говорилось о том, что новая игра на самом деле продолжает и развивает идеи оригинальной, и для разработчиков название не играет роли. Выпуск сиквела OFP, получившего название Operation Flashpoint: Dragon Rising, состоялся 6 октября 2009 года.
Таким образом, OFP стала родоначальницей сразу двух серий игр. Серия Arma считается её настоящим продолжением: эти игры выпускаются студией Bohemia, используют модернизированные версии того же движка Real Virtuality, имеют геймплей, во многом схожий с OFP, присутствует полнофункциональный редактор. В основном, эти игры и создавались на основе Operation Flashpoint. В то же время, с каждой игрой разработчики добавляют новые элементы: так, ими была лучше развита система нелинейности сюжета, в кампанию добавлены элементы стратегии и ролевой игры. Однако многие поклонники жанра считают эти усложнения ненужными и портящими игру: из-за них игра наполняется программными ошибками, теряется реализм и исчезает атмосфера оригинального Operation Flashpoint.
Мы ждали от чехов новых свершений, разработчики засучили рукава. И кто мог подумать тогда, что успех Cold War Crisis — это и есть вершина серии Operation Flashpoint. А с вершины только одна дорога...Тимур Хорев
Что же касается продолжения серии Operation Flashpoint, то последующие игры этой серии резко отличаются от оригинальной. Они используют другой движок — EGO, и, хотя по способу симуляции боевых действий схожи с OFP, представляют собой явное упрощение оригинала. Игры этой серии более лёгкие и направлены на широкий круг игроков.
В итоге из Operation Flashpoint 2 и The Black Mirror 2 вышли неплохие игры, которые, однако, имеют к оригиналу примерно такое же отношение, как голливудский «Звонок» — к японскому.Кирилл Волошин

## Рецензии и оценки

### Рецензии на оригинальную игру
| Сводный рейтинг       | Сводный рейтинг     |
| Агрегатор             | Оценка              |
| --------------------- | ------------------- |
| GameRankings          | 86,51 %             |
| Metacritic            | 85 / 100 (21 обзор) |
| MobyRank              | 87 / 100            |
| Иноязычные издания    |                     |
| Издание               | Оценка              |
| AllGame               | [ 76 ]              |
| GameRevolution        | B+                  |
| GameSpot              | 8,7 / 10            |
| IGN                   | 8,8 / 10            |
| MPOG                  | [ 20 ]              |
| Русскоязычные издания |                     |
| Издание               | Оценка              |
| 3DNews                | 4 / 5               |
| Absolute Games        | 85 %                |
| «Домашний ПК»         | 89 / 100            |
| «Страна игр»          | 9 / 10              |

В профильной прессе игра получила в основном положительные отзывы. Практически все издания в своих рецензиях выделяют то, что Operation Flashpoint непохожа на остальные шутеры и является революционной игрой, а также отмечают уникальную атмосферность, высокий уровень реализма, глубину игрового процесса и достоверность описания боевых действий. Кроме того, высокую оценку заслужило разнообразие техники в игре, хотя некоторые издательства отметили то, что управление некоторыми машинами недостаточно реалистично, хотя приемлемо для шутера. Также высоко был оценён многопользовательский режим за большое количество интересных миссий. Критике была подвергнута игровая графика: большинство рецензентов сочли прорисовку деревьев и кустов на близком расстоянии очень плохой. Также присутствовали жалобы на игровую анимацию, в частности на то, что анимация входа и выхода в транспортные средства отсутствует вообще.
Internet Wars из сильных сторон OFP особенно выделяет то, что за счёт реализма и сложности интерес к игре не теряется вообще, в отличие от прочих аркадных шутеров. Также это издательство особо отмечает принцип «шестерёнок войны», означающий то, что игрок в миссиях выполняет роль обычного солдата и боевые действия на нём не фокусируются, что позволяет игре достоверно и реалистично описывать войну.
Журнал «Игромания» также положительно отзывался об игре и по итогам 2001 года отдал её победу в номинациях «Лучшая игра», «Самая революционная игра» и «Лучшая тактическая игра». Кроме того, этой игре был посвящён цикл статей журнала о создании миссий и дополнений, которые были подарком для фанатов.
Издательство «Лучшие компьютерные игры» в статье про игру в рубрике «Игры прошлого» отметило явный провал последующих игр серии (Arma: Armed Assault, Arma 2 и Operation Flashpoint 2) по сравнению с оригиналом, указывая на то, что лучше OFP создать игру уже нельзя. Также оно отметило невероятную сложность игры и, опять же, её атмосферность и «прорыв», позволивший ей «опередить своё время».
Журнал «Домашний компьютер» также отмечает сложность игры, которая и обусловливает реализм. По мнению рецензентов, OFP находится на стыке жанров (в игре имеются элементы шутера, экшна, квеста и ролевой игры) — Bohemia Interactive придумала собственный жанр. Похвалили они и движок игры, который обеспечил огромные открытые пространства, замечательную прорисовку текстур и анимирование, и набор одиночных миссий, в которых, в отличие от кампаний, действие концентрировано, и нелинейность, из-за которой игра несколько запутана, но в то же время интересна. Наконец, журнал с иронией рассказал о синдроме «первого убитого русского» у игроков — реалистичного впечатления от первого убитого врага.
Издательство 3DNews Daily Digital Digest выделило реализм в оценивании жизни солдат по сравнению с другими играми. По словам авторов рецензии, в OFP начинаешь ценить жизнь так, как будто она вполне реальная. Отметили они и хорошее моделирование объектов, и великолепные пейзажи в игре, однако прорисовку деревьев и кустов они сочли плохой. Также в рецензии выделен реализм боя в игре, который был сравнён с боем в фильме «Спасение рядового Райана». Наконец, авторы упомянули о нескольких багах, портящих впечатление об игре: прохождение солдат сквозь стены и технику, смерть солдат при попадании пули в руку или ногу и т. д.
Издательство Absolute Games с иронией рассказало о том, что к игре нужно подготовиться: отрезать себя от внешнего мира, взять еды, а также настроить графические характеристики. По словам авторов, затягивающее действие игры велико из-за её огромной увлекательности. Отметили они, в первую очередь, глобальность подхода к описанию войны: в бою задействованы все рода войск. Имеющаяся в игре система обучения была оценена ими двояко: она хороша лишь для новичков, для опытных бойцов необходимо было реализовать её отключение. Кроме того, авторы подвергли игру критике за плохую модель управления авиатехникой, неточности в описании техники (численность экипажа, используемое вооружение и т. д.), плохие модели техники и оружия, плохой командирский и водительский искусственный интеллект (правда, указав при этом, что стреляют боты отлично, практически без промахов). Однако они также похвалили игру за атмосферность, высказав надежду на то, что все ошибки исправятся патчами.
Издательство GameRevolution выделило то, что ключ к игре — терпение и концентрация. Авторы хорошо оценили текстуры земли, большой выбор оружия и техники, хороший искусственный интеллект. По их мнению, игровая анимация плохая, также плохо то, что текстуры объектов ухудшаются при приближении к модели. Ещё одна неудобная на их взгляд деталь: невозможность двигаться при перезарядке оружия. Наконец, авторы опять же отметили атмосферность игры, также высокой оценки заслуживают многопользовательский режим и редактор миссий.
Издательство IGN похвалило игру за сложность и интересность. Отметило оно то, что в игре присутствует большое количество разнообразного оружия, но персонаж может нести очень мало патронов к нему. Авторы также указали на то, что текстуры выглядят хорошо лишь на большом расстоянии от объекта, на маленьком — значительно хуже. Они похвалили хорошие игровые модели, анимацию и звук, а также завораживающие пейзажи, замечательный многопользовательскую игру и функциональный редактор.

### Рецензии на дополнения
| Иноязычные издания    | Иноязычные издания |
| Издание               | Оценка             |
| --------------------- | ------------------ |
| GameZone              | 8,0 / 10           |
| Gamer's Pulse         | 90 / 100           |
| Games Domain          | [ 84 ]             |
| GamingExcellence      | 91 %               |
| Русскоязычные издания |                    |
| Издание               | Оценка             |
| «Игромания»           | 8,0 / 10           |

| Сводный рейтинг    | Сводный рейтинг       |
| Агрегатор          | Оценка                |
| ------------------ | --------------------- |
| GameRankings       | 81,26 %               |
| Metacritic         | 77 / 100 (13 обзоров) |
| MobyRank           | 82 / 100              |
| Иноязычные издания |                       |
| Издание            | Оценка                |
| ActionTrip         | 77 / 100              |
| CVG                | 8 / 10                |
| GameRevolution     | B                     |
| GameSpot           | 8,1 / 10              |
| GameSpy            | 88 / 100              |
| IGN                | 7,9 / 10              |

| Сводный рейтинг | Сводный рейтинг |
| Агрегатор       | Оценка          |
| --------------- | --------------- |
| GameRankings    | 67,48 %         |

Издание Operation Flashpoint Gold также получило высокие оценки среди рецензентов. Все они отмечают сложность кампании Red Hammer, значительно возросшую по сравнению с оригинальной кампанией. Кроме того, обозреватели положительно оценили то, что новая кампания использует практически все игровые нововведения, сделанные разработчиками с момента выпуска. Так, в отличие от оригинальной кампании, большинство миссий новой кампании имеет качественно выполненные скриптовые сцены, улучшающие подачу сюжета игроку. Кроме того, в кампании была использована новая техника и оружие, что также было отмечено положительно. Кроме того, во многих рецензиях «Начальное стратегическое руководство» было отмечено как крайне полезная брошюра: начинающим игрокам оно даёт общий обзор игры и основы тактики игры, для опытных игроков в нём содержатся различные стратегические и тактические приёмы, которые позволят улучшить их навыки.
Дополнению Operation Flashpoint: Resistance было уделено много внимания в различных онлайн-изданиях: по мнению обозревателей, это дополнение вносит в игру большое количество нововведений и улучшений. В новой кампании они отметили, в первую очередь, изменившийся стиль игры, сделавший прохождение интереснее: теперь игрок вынужден следить за запасом оружия и патронов, переходящих из миссии в миссию, а также беречь своих подчинённых. С одной стороны, такие партизанские миссии достаточны необычны и интересны, так как ранее в игре их было достаточно мало, с другой стороны, в кампании больше нет миссий вида «секретные операции», игра стала менее разнообразная.
Также положительно было оценено озвучивание главных героев, ставшее лучше, чем в предыдущих кампаниях. Некоторые критики заметили, что скриптовых сцен стало больше, сами они стали намного длиннее, и это может наскучить некоторым игрокам, желающим быстрее начать игру. Один из критиков по той же причине крайне отрицательно оценил первую миссии кампании, в которой игрок должен добраться до своей работы на автобусе, при этом исследуя остров. По словам этого рецензента, требуется по меньшей мере полчаса вступительных сцен и миссий, прежде чем начнётся настоящая игра. Также некоторые обозреватели указали на проблемы с искусственным интеллектом ботов: так, солдаты могут во время сражения по нескольку секунд полностью игнорировать окружающую обстановку («задуматься») и не отвечать на команды.
Также обозреватели положительно оценили новый остров, имеющий большой потенциал для создания масштабных сражений, новую технику, оружие и миссии, в том числе и многопользовательские. По их мнению, всё это позволит продлить жизнь игры и интерес игроков к ней. Усовершенствование графического движка OFP было оценено критиками по-разному: по мнению некоторых, разработчики однозначно улучшили графику за счёт использования высокодетализированных моделей, текстур высокого разрешения и прочих наработок. Другие же сочли, что, несмотря на улучшения, существенного прогресса графических характеристик не произошло и за год, прошедший с момента выпуска оригинала, графика в игре устарела.